# Mathieu Flamini
Mathieu Flamini (* 7. března 1984 Marseille) je francouzský fotbalový záložník a bývalý reprezentant Francie, od léta 2019 bez angažmá. Většinu své kariéry strávil v anglickém klubu Arsenal FC.

## Klubová kariéra

### Začátky
Mathieu Flamini se narodil italské matce a francouzskému otci ve městě Marseille. Zde také začal hrát za místní velkoklub Olympique Marseille. Svůj debut odehrál 23. 12. 2003 proti Toulouse (1:0) a rovněž v této sezoně debutoval v Evropské lize.

### Arsenal FC
V Marseille se nedohodl na smlouvě a tak odešel do Anglie hrát za tým Arsenal. Též jako u hráče Philippa Mexese se mateřský klub obrátil na UEFU, aby přestup nevyšel. Jenže UEFA poznámku odmítla a přestup byl platný. Debutoval v lize 15. srpna 2004 proti Evertonu (4:1). V sezóně 2005/06 hrál na křídle obrany a s týmem postoupil do finále Ligy Mistrů, kde prohrává ve finále 1:2 se španělskou Barcelonou.
Sezóna 2006/07 byla co se týče gólů nejlepší a na konci sezony měl pohovor u trenéra Wengera, aby mu poskytoval více času v zápasech, jinak odejde. Nakonec setrval a novou sezonu zahájil ve středu zálohy. Smlouva mu končila v létě, byl rozhodnut, že novou už nepodepíše.

### AC Milán
Dne 5. 5. 2008 se v AC Milán představil jako nová posila , přišel zadarmo a podepsal smlouvu do roku 2012. Debut v Serii A se nepodařil, 31. srpna 2008 Miláno podlehlo Bologni 1:2. 13. ledna 2009 vstřelil první gól v poháru proti Novaře (2:1).
V roce 2011 získává s týmem titul a je skvěle připraven na novou sezonu, jenže při turnaji si přetrhl přední zkřížený vaz. Svůj první zápas sezony odehrál až v jejím závěru.

### Arsenal FC (návrat)
V létě roku 2013 Flamini odmítl prodloužení smlouvy s AC Milán a na konci srpna podepsal smlouvu s Arsenalem, kde během léta nabíral kondici.

### Crystal Palace FC
Poslední den letních přestupů v roce 2016 (31. srpna) podepsal jako volný hráč roční smlouvu s anglickým mužstvem Crystal Palace FC.

### Getafe
V únoru 2018 podepsal smlouvu do konce sezóny se španělským klubem Getafe.

## Reprezentační kariéra

### Mládežnické reprezentace
S reprezentací do 21 let se zúčastnil také Mistrovství Evropy U21 2006 v Portugalsku. V základní skupině A porazila Francie postupně Portugalsko 1:0, Německo 3:0 a Srbsko a Černou Horu 2:0. S 9 body postoupila z prvního místa do semifinále. V semifinále byla Francie vyřazena pozdějším vítězem Nizozemskem 2:3 po prodloužení.

### A-mužstvo
Za francouzský reprezentační A-tým nastoupil poprvé 16. listopadu 2007 v přátelském utkání proti Maroku (remíza 2:2).

## Přestupy
- z Olympique Marseille do Arsenal FC zadarmo
- z Arsenal FC do AC Milán zadarmo
- z AC Milán do Arsenal FC zadarmo

## Statistiky
| Sezóna  | Klub                | Liga             | Liga   | Liga | Ligové poháry | Ligové poháry | Ligové poháry | Kontinentální poháry | Kontinentální poháry | Kontinentální poháry | Celkem | Celkem |
| Sezóna  | Klub                | Soutěž           | Zápasy | Góly | Soutěž        | Zápasy        | Góly          | Soutěž               | Zápasy               | Góly                 | Zápasy | Góly   |
| ------- | ------------------- | ---------------- | ------ | ---- | ------------- | ------------- | ------------- | -------------------- | -------------------- | -------------------- | ------ | ------ |
| 2003/04 | Olympique Marseille | Ligue 1          | 14     | 0    | FP+FLP        | 1+0           | 0             | UEFA                 | 9                    | 0                    | 24     | 0      |
| 2004/05 | Arsenal FC          | Premier League   | 21     | 1    | FA Cup+ALP+AS | 4+3+0         | 0             | LM                   | 4                    | 0                    | 10     | 0      |
| 2005/06 | Arsenal FC          | Premier League   | 31     | 0    | FA Cup+ALP+AS | 2+3+1         | 0             | LM                   | 12                   | 0                    | 49     | 0      |
| 2006/07 | Arsenal FC          | Premier League   | 20     | 3    | FA Cup+ALP    | 3+3           | 0             | LM                   | 6                    | 1                    | 32     | 4      |
| 2007/08 | Arsenal FC          | Premier League   | 30     | 3    | FA Cup+ALP    | 2+0           | 0             | LM                   | 8                    | 0                    | 40     | 3      |
| 2008/09 | AC Milán            | Serie A          | 29     | 0    | IP            | 1             | 0             | UEFA                 | 7                    | 0                    | 37     | 0      |
| 2009/10 | AC Milán            | Serie A          | 25     | 0    | IP            | 2             | 1             | LM                   | 5                    | 0                    | 32     | 1      |
| 2010/11 | AC Milán            | Serie A          | 22     | 2    | IP            | 2             | 0             | LM                   | 5                    | 0                    | 29     | 2      |
| 2011/12 | AC Milán            | Serie A          | 2      | 1    | IP+IS         | 0+0           | 0             | LM                   | 0                    | 0                    | 2      | 1      |
| 2012/13 | AC Milán            | Serie A          | 18     | 4    | IP            | 1             | 0             | LM                   | 3                    | 0                    | 22     | 4      |
| 2013/14 | Arsenal FC          | Premier League   | 27     | 2    | FA Cup+ALP    | 3+0           | 0             | LM                   | 6                    | 0                    | 36     | 2      |
| 2014/15 | Arsenal FC          | Premier League   | 23     | 1    | FA Cup+ALP+AS | 2+0+1         | 0             | LM                   | 7*                   | 0*                   | 33     | 1      |
| 2015/16 | Arsenal FC          | Premier League   | 16     | 0    | FA Cup+ALP+AS | 0+2+0         | 0+2+0         | LM                   | 2                    | 0                    | 20     | 2      |
| 2016/17 | Crystal Palace FC   | Premier League   | 10     | 0    | FA Cup+ALP    | 3+0           | 0             | -                    | 0                    | 0                    | 13     | 0      |
| 2017/18 | Getafe CF           | Primera División | 8      | 0    | -             | 0             | 0             | -                    | 0                    | 0                    | 8      | 0      |
| 2018/19 | Getafe CF           | Primera División | 10     | 0    | ŠP            | 3             | 0             | -                    | 0                    | 0                    | 13     | 0      |
| Celkově | Celkově             | Celkově          | 306    | 17   | -             | 42            | 3             | -                    | 74                   | 1                    | 422    | 21     |

Poznámky
- i s předkolem.

## Úspěchy

### Klubové
- 1× vítěz italské ligy (2010/11)
- 3× vítěz anglického poháru (2004/05, 2013/14, 2014/15)
- 3× vítěz anglického superpoháru (2004, 2014, 2015)
- 1× vítěz italského superpoháru (2010/11)

### Reprezentační
- 1× na ME U21 (2006 - bronz)

## Podnikání
V roce 2008 založil spolu s Pasqualem Granatou firmu GF Biochemicals, zaměřenou na produkci kyseliny levulové. Tuto svoji aktivitu zveřejnil až po sedmi letech. Hodnota společnosti byla v roce 2021 odhadnuta na 21 miliard liber. Světové ekonomické fórum zařadilo Flaminiho na seznam Young Global Leaders a NME mu udělilo cenu pro osobnost roku 2015. Flaminiho ekonomické aktivity byly zmíněny v dokumentu Paradise Papers.